# Shang Wai Ren
Shang Wai Ren, var en kinesisk monark. Han var kung av Shangdynastin 1387–1378 f.Kr.